# Адыгёзалов, Тельман Аббасгулу оглы
Тельман Аббасгулу оглы Адыгёзалов (азерб. Telman Abbasqulu oğlu Adıgözəlov ; 17 июля 1953, Белокан — 15 апреля 2010, Баку) — азербайджанский актёр театра и кино, Народный артист Азербайджана (2006).

## Биография
Тельман Адыгёзалов родился 17 июля 1953 года в Балакенском районе (корнями происходил из села Вененд в Нахичевани). В 1975 году он окончил актёрский факультет Азербайджанского государственного института искусств.
Сценическую деятельность Тельман Адыгезалов начал в 1980 году в Академическом национальном драматическом театре. Играя на сцене этого театра, Тельман создал такие образы как Зенджирвуран в «Собрание сумасшедших», Дашдемир в «Хуршидбану Натаван», Рахман в «Песня осталась в горах», Флинс в «Макбете», Ханахмед в «Тлеющие костры», Шейпурчу в «Иблис», Телхек в «Вагиф» и другие.
Известны также роли актёра в телевизионных спектаклях, таких как «Человек в зелёных очках», «Ордан-бурдан», «Соседи», а также в фильмах «Насими», «Лицом к ветру», «Я вырос на берегу моря» производства киностудии «Азербайджанфильм».
В 2000 году Тельман Адыгезалов был удостоен звания «Заслуженный артист Азербайджана» и в 2006 году — «Народный артист Азербайджана».
14 апреля 2010 года, по словам директора Академического драматического театра Магбета Буниятова, Адыгёзалов чувствовал себя нормально, проведя весь день в театре. Но примерно в 01.00 актёр сказал своей дочери, что плохо себя чувствует. Дочь актера сразу же вызвала скорую помощь. Однако, врачи не смогли спасти жизнь актёра. 15 апреля примерно в 04.00 Тельман Адыгезалов скончался от инфаркта.
Похоронен на следующий день на кладбище села Фатмаи рядом с родителями.

## Семья
Тельман Адыгёзалов был женат. У него остались сын и дочь.